# Lehôtka pod Brehmi
Lehôtka pod Brehmi je obec na Slovensku v okrese Žiar nad Hronom v Banskobystrickém kraji ležící v střední části Žiarské kotliny mezi Kremnickými a Štiavnickými vrchy. Leží u silnice do Žiaru nad Hronom a další silnice do Banské Štiavnice přes Sklené Teplice.
První písemná zmínka o obci je z roku 1391. V obci je římskokatolický kostel Nejsvětějšího Srdce Ježíšova.